# The Kalām Cosmological Argument
The Kalām Cosmological Argument es un libro de 1979 de William Lane Craig, en el que el autor ofrece una defensa contemporánea del argumento cosmológico Kalām y pretende establecer la existencia de Dios basado en la supuesta imposibilidad metafísica de una regresión infinita de los acontecimientos pasados. Según Craig, dado que una regresión temporal infinita es metafísicamente imposible y que todo lo que comienza a existir tiene una causa de su existencia. En otro análisis, Craig revela que esta causa es un creador personal que invariable e independientemente deseó el principio del universo.

## Contenido
El libro está dividido en dos partes.
- Parte I: Al-Kindi, Saadia y Al-Ghazali.
- Parte II: Una defensa moderna del argumento cosmológico Kalām (contiene dos apéndices).
  - Apéndice 1: El argumento cosmológico Kalām y las paradojas de Zenón.
  - Apéndice 2: El argumento cosmológico Kalām y la tesis de la primera antinomia de Kant.

La Parte I proporciona una breve historia del argumento cosmológico Kalām según lo expresado por la tradición Kalām, con especial atención a Al-Kindi, Saadia y Al-Ghāzāli. La parte II se dedica a defender en profundidad el fondo del argumento.

### Argumento básico
1. Todo lo que comienza a existir tiene una causa de su existencia (es decir, algo ha hecho que comience a existir).
2. El universo comenzó a existir, es decir, la regresión temporal de eventos es finita.
3. Por lo tanto, el universo tiene una causa.

Siguiendo a Al-Ghāzāli, Craig sostiene que esta causa debe ser una voluntad personal.

### Primer subconjunto de argumentos
El argumento basado en la imposibilidad de un infinito real:
1. Un infinito real no puede existir.
2. Una regresión temporal infinita de los acontecimientos es un infinito real.
3. Por lo tanto, no puede existir una regresión temporal infinita de los acontecimientos.

### Segundo subconjunto de argumentos
El argumento basado en la imposibilidad de la formación de un infinito real por adición sucesiva:
1. Una colección formada por adición sucesiva no puede ser un infinito real.
2. La serie temporal de sucesos pasados es una colección formada por adición sucesiva.
3. Por lo tanto, la serie temporal de sucesos pasados no puede ser realmente infinita.

La primera es que a) un infinito real no puede existir en el mundo real; y b) una serie temporal infinita es un infinito real.
La segunda es que una serie temporal no puede ser un infinito real, suponiendo que un infinito real puede existir en el mundo real, porque: a) una serie temporal es una colección formada por adición sucesiva; y b) una colección formada por adición sucesiva no puede ser un infinito real.

## Ediciones
1. The Kalām Cosmological Argument. Londres: McMillan Press. 1979. ISBN 9780333248096.
2. The Kalām Cosmological Argument. Nueva York: Barnes & Noble. 1979. ISBN 9780064913089.
3. The Kalām Cosmological Argument. Eugene: Wipf and Stock. 2000. ISBN 9781579104382.